# Nadia: The Secret of Blue Water
Fushigi no Umi no Nadia (яп. ふしぎの海のナディア Фусиги но уми но Надиа, букв. «Надя с загадочного моря») — аниме-сериал, вдохновлённый произведениями Жюля Верна, в частности, «Двадцать тысяч льё под водой», «Пять недель на воздушном шаре» и подвигами капитана Немо. Созданием занималась студия Gainax под руководством режиссёра Хидэаки Анно и по концептам Хаяо Миядзаки. 39 серий выпущены в 1990—1991 годах, также было снято продолжение в виде полнометражного фильма Fushigi no Umi no Nadia Gekijou you Original Han. В 1991 году сериал признан журналом Animage лучшим аниме года. Позднее дизайн главной героини лёг в основу образа Синдзи Икари из «Евангелиона».
Согласно опросу, проведённому в 2007 году Агентством по делам культуры, Nadia: The Secret of Blue Water занимает 29-е место среди лучших аниме всех времён. 7 место в топ-10 работ режиссёра к его дню рождения по мнению Crunchyroll. В 2021 году сайт Voice Note опросил 200 человек в возрасте от 30 до 40 лет перечислить любимые работы Хидэаки Анно, среди которых сериал получил 3 место после «Годзиллы: Возрождение» и «Евангелиона».

## Сюжет
«1889 год. 13 лет назад в королевстве Тартес произошёл государственный переворот, в ходе которого было уничтожено древнее оружие, Вавилонская башня», управляемое одним из камней «Синяя вода» и теоретически способное истребить всё живое на Земле. Вместе с оружием погибло и королевство. Выжившие разбились на две враждующие секретные организации — «Новая Атлантида», возглавляемый бунтовщиками, пользующийся поддержкой императора Нео и ставящий целью захват мира, и «Наутилус», возглавляемый королём Тартеса, Немо. Теперь трио злодеев Грандис охотится за камнем «Синяя вода» и его хранительницей Надей, ещё не знающей, что за артефакт она носит. Позднее в охоту включается и «Новая Атлантида», а Надя и трио присоединяются к «Наутилусу».
Атланты — изначальное разумное население Земли. 2,4 миллиона лет назад они совершили аварийную посадку на планете и населили её. Так как их раса была малочисленна, они стали создавать себе слуг. Вначале они пытались наделить интеллектом китов, но проект потерпел неудачу. Потомки тех китов дожили до наших дней. Тогда с помощью генетики атланты создали существ, подобных себе — людей. Поначалу это были великаны, но позднее атланты смогли уменьшить их до современных размеров. Атланты вели войны между собой, и в итоге от их расы остались только трое — Немо, Надя и Нео. Однако на Земле осталось множество вполне рабочих артефактов атлантов, управлять которыми способны потомки королевской семьи, имеющие камни «Синяя вода».
«Новая Атлантида» управляется императором Нео, членом королевской семьи, и Гаргойлом. Он ставит целью возродить былое величие Атлантиды. Поскольку человечество изначально было создано, чтобы служить атлантам, организация считает людей своими слугами. Для захвата мира организация использует флот подводных лодок, Сарганов, занимающихся пиратством, и постепенно воссоздаваемое оружие атлантов, в первую очередь — Вавилонскую башню. «Наутилус» возглавляется капитаном Немо, королём Тартеса. В отличие от Гаргойла, Немо считает, что этот мир принадлежит людям, и пришельцы уже ничего не могут в нём сделать. Организация имеет основную базу под Антарктидой, используя затопленный город атлантов как кладбище. Из вооружения есть одна подлодка «Наутилус», превосходящая технологией флот Сарганов. На самом деле «Наутилус» — один из малых космических кораблей атлантов, слегка адаптированный для действий под водой. Позднее, когда «Наутилус» был уничтожен, Немо перешёл на древний боевой крейсер «Екселион». Трио злодеев изначально охотятся за Надей на танке-вездеходе «Гратан». Позднее вместе с Надей и Жаном они присоединились к «Наутилусу». В последних сериях они пожертвовали своим танком, чтобы уничтожить очередную Вавилонскую башню.
Фильм повествует о событиях, случившихся три года спустя. Надя уезжает в Лондон и пытается стать репортёром. Жан вернулся домой в Париж, чтобы продолжить своё дело изобретателя. Неожиданно появляется новый злодей с целью завоевать мир, а Жан знакомится с таинственной девушкой.

## Список серий
| Список серий |                                                                                                |                     |
| № серии      | Название                                                                                       | Трансляция в Японии |
| ------------ | ---------------------------------------------------------------------------------------------- | ------------------- |
| 1            | The Girl at the Eiffel Tower «Efferu-tō no shōjo» (エッフェル塔の少女)                         | 13.04.1990          |
| 2            | The Little Fugitives «Chīsana tōbō-sha» (小さな逃亡者)                                         | 20.04.1990          |
| 3            | The Riddle of the Giant Sea Monsters «Nazo no daikaijū» (謎の大海獣)                           | 27.04.1990          |
| 4            | Nautilus, The Fantastic Submarine «Ban'nō sensuikan Nōchirasu-gō» (万能潜水艦ノーチラス号)     | 04.05.1990          |
| 5            | Marie's Island «Marī no shima» (マリーの島)                                                    | 11.05.1990          |
| 6            | Infiltration of the Secret Base «Kotō no yōsai» (孤島の要塞)                                   | 18.05.1990          |
| 7            | The Tower of Babel «Baberu no tō» (バベルの塔)                                                 | 25.05.1990          |
| 8            | Mission to Rescue Nadia «Nadia kyūshutsu sakusen» (ナディア救出作戦)                           | 01.06.1990          |
| 9            | Nemo's Secret «Nemo no himitsu» (ネモの秘密)                                                   | 08.06.1990          |
| 10           | A Crowning Performance by the Gratan «Guratan no katsuyaku» (グラタンの活躍)                   | 15.06.1990          |
| 11           | New Recruits for the Nautilus «Nōchirasu-gō no shin'nyūsei» (ノーチラス号の新入生)             | 22.06.1990          |
| 12           | Grandis and Her First Love «Gurandisu no hatsukoi» (グランディスの初恋)                        | 06.07.1990          |
| 13           | Run, Marie, Run! «Hashire! Marī» (走れ！マリー)                                                | 13.07.1990          |
| 14           | The Valley of Dinicthys «Dinikuchisu no tani» (ディニクチスの谷)                               | 20.07.1990          |
| 15           | The Nautilus Faces Its Biggest Crisis «Nōchirasu saidai no kiki» (ノーチラス最大の危機)        | 27.07.1990          |
| 16           | The Mystery of the Lost Continent «Kieta tairiku no himitsu» (消えた大陸の秘密)                | 24.08.1990          |
| 17           | Jean's New Invention «Jan no shin hatsumei» (ジャンの新発明)                                   | 31.08.1990          |
| 18           | Nautilus vs. Nautilus «Nōchirasu tai Nōchirasu-gō» (ノーチラス対ノーチラス号)                  | 07.09.1990          |
| 19           | Nemo's Best Friend «Nemo no shin'yū» (ネモの親友)                                              | 14.09.1990          |
| 20           | Jean Makes a Mistake «Jan no shippai» (ジャンの失敗)                                           | 21.09.1990          |
| 21           | Farewell... Nautilus «Sayonara… Nōchirasu-gō» (さよなら…ノーチラス号)                          | 26.10.1990          |
| 22           | Electra the Traitor «Uragiri no Erekutora» (裏切りのエレクトラ)                                | 02.11.1990          |
| 23           | Young Drifters «Chīsana hyōryū-sha» (小さな漂流者)                                             | 09.11.1990          |
| 24           | Lincoln Island «Rinkān shima» (リンカーン島)                                                   | 16.11.1990          |
| 25           | The First Kiss «Hajimete no kisu» (はじめてのキス)                                             | 30.11.1990          |
| 26           | The Lonely King «Hitoribotchi no Kingu» (ひとりぼっちのキング)                                 | 07.12.1990          |
| 27           | The Island of the Witch «Majo no iru shima» (魔女のいる島)                                     | 14.12.1990          |
| 28           | The Floating Island «Nagasare shima» (流され島)                                                | 21.12.1990          |
| 29           | King vs. King «Kingu tai Kingu» (キング対キング)                                               | 11.01.1991          |
| 30           | Labyrinth in the Earth «Chitei no meiro» (地底の迷路)                                          | 25.01.1991          |
| 31           | Farewell, Red Noah «Saraba, Reddo Noa» (さらば、レッドノア)                                    | 01.02.1991          |
| 32           | Nadia's First Love...? «Nadia no hatsukoi...?» (ナディアの初恋…?)                              | 08.02.1991          |
| 33           | King's Rescue «Kingu kyūjo sakusen» (キング救助作戦)                                           | 15.02.1991          |
| 34           | My Darling Nadia ♥ (Series Recap) «Itoshi no Nadia ♥ (Sōshūhen)» (いとしのナディア♥（総集編）) | 22.02.1991          |
| 35           | The Secret of Blue Water «Burū uōtā no himitsu» (ブルー・ウォーターの秘密)                     | 01.03.1991          |
| 36           | The New Nautilus «Ban'nō senkan N-Nōchirasu-gō» (万能戦艦Ν-ノーチラス号)                       | 08.03.1991          |
| 37           | Emperor Neo «Neo kōtei» (ネオ皇帝)                                                             | 29.03.1991          |
| 38           | To the Sky... «Sora e…» (宇宙そらへ…)                                                          | 05.04.1991          |
| 39           | Successor to the Stars... «Hoshi o tsugu mono…» (星を継ぐ者…)                                  | 12.04.1991          |

## Список персонажей
Надя ла Арвалл (яп. ナディア・ラ・アルウォール Надиа Ра Аруво:ру) — член королевской семьи, дочь Немо, потомок атлантов, хранительница Синей воды. Почти до самого конца сериала не знает ни о своих родственниках, ни о силе, в ней скрывающейся, ни о мощи артефакта. Ближе к концу в ней пробуждаются знания об атлантах и её истинной природе. Влюблена в Жана. Ради его спасения отказалась от всей силы, дарованной ей Синей водой и возможности стать богиней. Изначально жила и работала в цирке. После того как её любимого слона усыпили, стала вегетарианкой. Пацифистка. Из-за своего вегетарианства иногда ссорится с Жаном. 
Сэйю: Ёсино Такамори.
Жан-Люк Лартиг (яп. ジャン・ロック・ラルティーグ Дзян Рокку Рарути:гу) — человек, изобретатель, впрочем, его изобретения имеют привычку ломаться в самый неподходящий момент. В основном разрабатывает летательные аппараты — в начале сериала — самолёт, позднее — с некоторой помощью Хансона — смог построить вертолёт. Также сделал для Самсона механического Кинга (по чертежам, украденным у Хансона) и компактные батарейки к нему (которые Хансон сделать не смог). Влюблён в Надю. В конце сериала Жан и Надя поженились и поселились в Гавре.
Сэйю: Норико Хидака.
Кинг — ручной львёнок Нади. Ревнив, умеет открывать консервные банки зубами, умеет писать (впрочем, его письмо смогла прочесть только Надя) и немного умеет считать.
Сэйю: Тосихару Сакураи.
Мари Лёвенбрау — девочка, подобранная Надей и Жаном во время их путешествий. Её родителей убили солдаты Гаргойла. Весёлая и неунывающая девочка. Ей плохо давался устный счёт, но успехи Кинга дали ей стимул для улучшения навыков. По достижении совершеннолетия вышла замуж за Самсона.
Сэйю: Юко Мидзутани.
Айртон — член экипажа корабля, охотившегося за Наутилусом. Утверждал, что он граф и морской биолог с секретной миссией. Главные герои же считают его большим вралем, поэтому, кто он на самом деле — не ясно. По его утверждению, в конце сериала, он унаследовал имение и вернулся в Англию.
Сэйю: Коити Ямадэра, Кодзи Цудзитани.
Император Нео-Атлантиса, Нео Икон Эпифантис — он же Базелис — представлен как лидер Нео-Атлантиса, но фактически киборг, подконтрольный Гаргойлу. Во время уничтожения Вавилонской башни Немо был смертельно ранен, но был спасён технологией Нео-Атлантиса; с помощью этого Гаргойл держит его разум под контролем. В последний момент сумел освободиться и умер за своих родственников. Сын Немо, атлант. 
Сэйю: Канэто Сиодзава.
Гаргойл — он же Немезис ла Алгол — серый кардинал Нео-Атлантиса. Полагает, что он атлант, но на самом деле является человеком. Погиб в конце сериала, будучи обращённым в соляной столб силой Синей воды.
Сэйю: Мотому Киёкава.
Немо — он же Элсис ла Алгол — атлант, король Тартеса, отец Нади. Чтобы остановить Гаргойла, уничтожил Вавилонскую башню вместе со своим королевством. Спрятал Надю подальше от своей организации, но позднее судьба свела их вновь. Немо до последнего скрывал, что он её отец. Специалист по морским организмам. Как и Надя, является хранителем камня Синей воды. Погиб вместе с Красным ковчегом.
Сэйю: Акио Оцука.
Электра — она же Медина ла Лугенсиус — была спасена Немо во время гибели Тартеса и влюбилась в него. Позднее она узнала, что именно он уничтожил королевство, но осталась с ним ради мести Гаргойлу. Ревновала его к Наде и попыталась убить, когда он отказался уничтожить Наутилус вместе с кораблём Гаргойла, но не смогла. Родила ребёнка от Немо.
Сэйю: Кикуко Иноуэ.
Грандис — возглавляет трио злодеев, охотившихся за Надей на танке «Гратан». В своё время была влюблена в некоего Гонсалеса, которого на деле интересовали только деньги её отца. В итоге потеряла дом и друзей. С ней остались только инженер Хансон, водитель Самсон и драгоценности матери, которые пришлось продать. Думая, что только бриллианты принесли ей пользу, Грандис стала охотиться за ними по всему свету. Позднее влюбилась в Немо. Осталась незамужней до конца сериала.
Сэйю: Кумико Такидзава.
Хансон — изобретатель, создатель танка «Гратан». Прекрасно разбирается в технике. В конце сериала открыл свою автомобильную компанию и разбогател. Остался холостым.
Сэйю: Тосихару Сакураи.
Самсон — водитель Гратана, великолепный снайпер и силач. Самсон и Хансон периодически спорят о том, что важнее — сила или ум, что в итоге вылилось на необитаемом острове в соревнование двух механических Кингов (натренировать живого Кинга Самсон так и не смог). В конце сериала становится мужем Марии.
Сэйю: Кэнъю Хориути.

## Производство
В 1970-х годах Хаяо Миядзаки, работая на Toho, представил руководству сценарий, вдохновлённый романом «Вокруг света за 80 дней» Жюля Верна. Идею о кругосветном путешествии двух отважных персонажей дополнял подводный корабль «Наутилус» под командованием капитана Немо. Компания отклонила проект, и Миядзаки использовал наработки в сериале Future Boy Conan и фильме «Небесный замок Лапута». Только после успеха «Королевского десанта» в Toho вернулись к наброскам и предложили Gainax сделать экранизацию.
Ясухиро Такэда считает, что именно Nadia дала Gainax признание в Японии — до того момента о студии знали только преданные фанаты. Это стало серьёзным поворотным моментом. Между тем, напряжённость в компании достигла пика. За лидерство боролись Тосио Окада и Хироаки Иноуэ, отношения были испорчены. Но противостояние внезапно прекратилось, когда Окада пригласил Такэси Савамуру занять пост президента. Такое застало всех врасплох и даже шокировало. Очевидно, что Окада посоветовался с Хироюки Ямагой и Таками Акаи насчёт того, как разрешить ситуацию. Во всяком случае, некоторые рассматривали это как попытку укрепить власть. Иноуэ в одиночку активно продвигал собственные проекты. Group TAC пригласили присоединиться к созданию новой телепрограммы на NHK. Иноуэ решил обойти Окаду, которому больше не доверял, и поручил Ёсиюки Садамото и Махиро Маэде работать над миром, дизайном персонажей и раскадровкой. Тайное стало явным, но презентация состоялась, и NHK решил придерживаться данной идеи. Предварительные расчёты показали, что с таким бюджетом Gainax разорится. Окада, Савамура и Такэда требовали, чтобы Иноуэ ушёл из производства. Позже Хидэаки Анно был выбран на замену, что поддержали NHK и Toho. Всё оказалось безрассудно, Хироаки Иноуэ уволился. Окада характеризовал происходящее так: «настоящий хаос, прямо как в аду». Некоторые серии, которые режиссировал Синдзи Хигути, были сняты в Южной Корее (половина сотрудников жили за границей, их в Gainax вообще не видели). Сценарии и раскадровки менялись, когда люди уходили со студии домой, а на следующее утро, если никто не мог найти оригинал, нужно было приступить к редакции. В отсутствие управления невозможно работать режиссёром или сценаристом. Экранизация сбивала с толку, потому что Анно не мог придумать конец, который исправили всего за три месяца до показа заключительной серии. В итоге Gainax потеряла около 80 млн иен (аванс — 50 млн, фактические убытки — 30 млн) и лишилась прав на сериал. Затраты окупились только после выхода «Евангелиона», тогда же были возвращены долги Group TAC.
Хидэаки Анно во время работы эмоционально «перегорел», отказался участвовать в создании 23—34 серий и впал в депрессию, которая поглотила его повседневную жизнь. Этому способствовало не столько большое количество требований и давление со стороны руководства, сколько полное отсутствие творческого контроля над сериалом. Также существует история, когда стартовал показ, Анно признался в любви Норико Хидаке, но она отказала ему, потому что не собиралась выходить замуж за кого-то из аниме-индустрии. Поэтому он не смог быть режиссёром фильма 1991 года и вообще утратил желание заниматься какими-либо собственными проектами до «Евангелиона». Проблемы с психикой вели к самоубийству. Много времени оказалось потрачено впустую, планы проваливались один за другим. В 1992—1993 годах Gainax была вынуждена отменить две важные разработки — Olympia и Uru in Blue. Анно периодически выступал аниматором в таких произведениях, как Crimson Wolf, Sailor Moon R: The Movie, «Макросс Плюс» и Sailor Moon S.

## Выпуск

### Аниме
Nadia: The Secret of Blue Water первоначально выходила на VHS, LaserDisc и Video CD, но учитывая ситуацию с авторскими правами, Gainax не имела к этому никакого отношения и не получала доход с продаж. За выпуск отвечали NHK и Toho. В 2001 году King Records представила комплект из 10 DVD в формате 1,33:1 (4:3) и со звуком Dolby Digital 2.0 и моно. В 2007 году вышел новый DVD-BOX.
В США компания ADV Films начала распространять первую партию в 2001 году и закончила в 2002-м, соответственно, 9 и 10 диски. Изображение было стандартное полноэкранное, типичное для телевизионной анимации начала 1990-х годов. Цвет, контраст и резкость имели небольшой износ, пятна, иногда шероховатости. Звук шёл английский и японский с субтитрами. В дубляже герои называют Гаргойла «ходячим злом», а в субтитрах — «плохим парнем». Но в спорах о правильности важны нюансы озвучивания. В японской версии Гаргойл более авторитарный и твёрдый, в английской спокойный и хладнокровный. Дополнительные материалы: интервью с актёрами озвучивания, профили персонажей, опенинг и эндинг без титров, трейлеры и превью ADV. К ним добавлялся 11 диск с фильмом, первая треть которого, включая титры, — это непоследовательные воспоминания. Для тех, кто не видел оригинальных приключений, всё кажется набором непонятных сцен. Остальные события не сопоставлены с эпилогом сериала. Уровень качества оказался ниже, хотя режим полноэкранный, новый материал выглядит грубым и дешёвым, хуже флешбэков. Звук резкий в диалогах, музыке и спецэффектах. В дополнения вошли трейлер, завершающие кадры без титров, предварительный просмотр Super Atragon, «Сейлор Мун», 801 T.T.S. Airbats, Sakura Wars 2, Princess Nine и Dai-Guard.
В 2004 году настала очередь коллекционного издания — по 5 DVD в двух комплектах (20 серий на первом и 19 на втором плюс фильм) и 2 CD саундтрека. Исходный материал создавался в 1989 году, налицо зернистость, царапины и отсутствие плавной анимации, поэтому нельзя ожидать соответствия новинкам. Нейтан Парсонс не справился с ролью Жана, используя фальшивый французский акцент в стиле «Монти Пайтон и Священный Грааль», его голос стал худшим в сериале. Отсюда следует придерживаться оригинальной японской звуковой дорожки. Это был не лучший релиз, но он получил оценку «Рекомендовано». Во втором сборнике качество серий ухудшилось, их следовало сократить на половину. Вердикт оказался неутешительным — «Пропустить». Товар не оправдал ожиданий и предназначен только для самых преданных фанатов, потому что рецензент DVD Talk не хотел надевать «розовые очки» и позволить ностальгии овладеть им. Общая стоимость составила 110 долларов. В 2007 году ADV в последний раз выпустила Perfect Collection: 10 DVD в стальном кейсе за 80 долларов, фильм туда не вошёл. Прошло почти 18 лет с момента трансляции, и возраст видео давал о себе знать: артефакты, блёклости и потёртости. К сожалению, здесь нет объёмного звука 5.1, только стерео 2.0. Дизайн и музыка напоминают о Миядзаки. Трейлеры идут для английской версии, без японской. Интервью актёров английского дубляжа разочаровывают, поскольку сделаны в текстовом формате. Поэтому сайт IGN выставил оценку 6 из 10 баллов.
В 2011 году Nadia: The Secret of Blue Water был издан King Records на 7 Blu-ray и получил 17 место в чарте Oricon.  Далее издателем выступила Sentai Filmworks, а The Fandom Post включил Nadia: The Secret of Blue Water в список лучших релизов классического аниме 2014 года. В 2015 году Британский совет по классификации фильмов присвоил рейтинг 12. В 2020 году появилось стандартное издание, в дополнительные материалы включены: синопсис, опенинг (старый и новый «Наутилус»), эндинг без титров и для караоке, интервью с режиссёром, сэйю и производственной командой Gainax, запись песен, PR-видео, рекламные ролики с LD-BOX, а также спецвыпуски, подобные «урокам науки» в Gunbuster. Отличие заключается в том, что сюда не вошли буклет и сборник иллюстраций 2011 года. Сериал доступен для просмотра на японском Amazon Prime Video. В 2022 году американский дистрибьютор GKIDS анонсировал выпуск реставрированной версии в 4К. Потоковую трансляцию с 2023 года осуществляет Cinedigm. Anime Limited также объявила об издании 4K Ultra HD и Blu-ray, к ним прилагается 200-страничная книга с информацией, интервью и рисунками. Трансфер соответствует релизу GKIDS и представлен в стандартном динамическом диапазоне. Включены японская звуковая дорожка с английскими субтитрами и дубляж ADV. Релиз состоялся 6 ноября 2023 года.

### Музыка
Начальная композиция:
1. «Blue Water», в исполнении Михо Морикавы

Завершающая композиция:
1. «Yes! I will...», в исполнении Михо Морикавы

Саундтрек к сериалу и фильму за авторством Сиро Сагису выходил по частям в 1990—1992 годах. Полное издание на 11 CD появилось в 1993 году от Toshiba EMI. В 2012 году King Records выпустила переиздание с новой синей обложкой и бонусным DVD. Опенинг и эндинг включены в сборник Морикавы Very Best Songs 35 2020 года. В 2024 году издаётся альбом кавер-версий Anison Covers 2, где песню «Blue Water» исполняет Хироко Моригути.

### Компьютерные игры
В 1991—1993 годах выходила игра под названием Fushigi no Umi Nadia, в жанрах JRPG и adventure, на различных платформах:
- Famicom — Toho, 1991
- Sega Mega Drive — Namco, 1991[61]
- PC-9801, X68000 и FM Towns — Gainax, 1992
- PC Engine — Hudson Soft, 1993[62]

В 2005 году появилась Fushigi no Umi Nadia ～Inherit the Blue Water～, изданная GeneX для PlayStation 2, существует также версия для PC 2006 года. В 2018 году «Наутилус» из Nadia: The Secret of Blue Water оказался включён в Super Robot Wars X, выпускаемую Bandai Namco Entertainment на PlayStation 4 и PlayStation Vita, а в 2020 году на PC (Steam) и Nintendo Switch.

### Прочее
На футболке первого фестиваля Anime Expo 1992 года была Nadia. День рождения героини — 31 мая.
9 августа 2016 года Ёсиюки Садамото разместил изображение Нади, отметив, что давно не рисовал её и получилась девушка из цирка, не совсем похожая на оригинал.
В честь 30-летия Nadia: The Secret of Blue Water NHK организовала выставку в музее Daimaru в Осаке (округ Умэда, 15-й этаж магазина) с 17 февраля до 8 марта и с 29 апреля по 9 мая 2021 года в комплексе Tokyo Solamachi (5-й этаж Tokyo Skytree). Представлено большое количество материалов, связанных с производством сериала (видео, оригинальные изображения, иллюстрации из газет и журналов, кадры, раскадровки, работы Ёсиюки Садамото, Махиро Маэды, Хидэаки Анно). Однако в связи с распространением нового штамма коронавируса и введением чрезвычайного положения, по соображениям безопасности посетителей, было принято решение не проводить выставку в столице и перенести на срок от 15 мая до 20 июня в центр аниме и манги Ниигаты. Мероприятие в Токио прошло 10—26 сентября 2021 года. Выставку посетили Ёсино Такамори, Норико Хидака и Кикуко Иноуэ. Отдельно работы Хидэаки Анно демонстрировались в Национальном центре искусств Токио с 1 октября по 19 декабря 2021 года. 8 июля — 4 сентября 2022 года выставка проводилась в зале Tokiwa Lake Hall, находящемся в Убэ — родном городе режиссёра.
На юбилей выпускались пластиковые модели старого и нового «Наутилуса», фигурки Нади и Кинга, плюшевый танк «Гратан», а также украшения и часы бренда U-TREASURE, кулоны и камни Blue Water от компании Movic. Косплей Нади оказался в числе популярных в 2021 году по версии сайта Animate Times.

## Отзывы и критика
Джонатан Клементс и Хелен Маккарти в энциклопедии обратили внимание на то, что летательный аппарат подозрительно похож на Thunderbird 2 из сериала «Тандербёрды: Международные спасатели». В интервью Анно сказал, что в детстве смотрел «Тандербёрды», «Капитан Скарлет и мистероны» и UFO. Немо выглядит как Глобал из «Макросса». Nadia: The Secret of Blue Water была задумана для массового показа. Это выражалось в непреходящем очаровании, сочетании приключения Верна, богатства персонажей в стиле Диккенса, особенно в комичных злодеях, неотразимой классики и технологий стимпанка. Gainax создала темнокожую героиню, любимую поклонниками, красивую и независимую, вместе с тем одинокую и неуверенную, где её место в мире. Она опередила своё время: защищает животных, проявляет гнев и смелость, но выступает против убийства. Юный Жан, блестящий, но наивный парень, полностью верящий в технологии и далёкий от мировых заговоров и жестокости, такой же сирота, как и его спутница. Они связаны потерей и отчуждением. Несмотря на солнечную цветовую палитру, энергичный ритм и музыку, зрители понимали, что мрачная и ужасная судьба всегда ждёт за кадром, угрожая поглотить молодую пару — более поздний хит «Евангелион» поместил тьму, скрытую в глубине, на передний план. В сериале присутствуют несколько жестоких сцен, которые обоснованы, но могли шокировать западную аудиторию в детском выпуске, что сорвало попытку вывести данное аниме на британские телеэкраны в середине 1990-х годов. В 2001 году Nadia: The Secret of Blue Water была выпущена на DVD в США, как раз вовремя, чтобы попасть под спекулятивные сравнения с новым мультфильмом Disney «Атлантида: Затерянный мир». Хотя создатели признали интерес к работам Хаяо Миядзаки, они отрицали какое-либо влияние Nadia. Тогда сразу вспоминаются споры вокруг Kimba the White Lion.
Ясухиро Такэда подтвердил, что в Gainax получили много сообщений от поклонников в Америке и Японии, которые заявили, что «Атлантида: Затерянный мир» — практически точная копия Nadia. Несколько человек спросили, планирует ли компания подавать в суд, но ответить оставалось только: «Пожалуйста, обсудите это с NHK и Toho». Таками Акаи в интервью сказал, что в Интернете много обсуждали упомянутое сходство. В Disney говорили, что никогда не видели и не слышали об аниме Nadia, признавшись в заимствовании только из «Небесного замка Лапута». NHK обратилась к Gainax насчёт плагиата, а сказать действительно было нечего, потому что они не владели правами на сериал. Хироюки Ямага добавил, что Японская вещательная корпорация не решилась связываться с Диснеем и их адвокатами. Никто не стал обращаться в суд, поскольку все боялись ответных мер. Сравнение обоих произведений неизбежно ведёт к «Двадцать тысяч лье под водой» и доказать факт явного плагиата сложно. Comic Book Resources подчеркнул насчёт «Атлантиды», что утверждение про Жюля Верна не полностью объясняет сходства с аниме. Верн «не представлял себе» технологию на основе магических кристаллов, которая показана как в фильме Диснея, так и в «Небесном замке Лапута» и Nadia: The Secret of Blue Water. Вдохновение его работой также не оправдывает подозрительную похожесть дизайнов.
Журнал «АнимеГид» пишет, что «Миядзаки не отпускает», он визионер. В его работах есть что-то первичное, которое заставляет остальных цитировать — осознанно или нет. Рассказ о «Наде» придётся начинать со слов «однажды Хаяо…». Во время производства японский финансовый взлёт сменился кризисом начала 1990-х, и продюсеры считали, что талантливые авторы в лице Хидэаки Анно и Ёсиюки Садамото смогут вдохнуть новую жизнь в жанр детской фантастики. Gainax, сами вчерашние фанаты, на детей особо не рассчитывали, работая для другой целевой аудитории — сериал был с восторгом принят не столько младшеклассниками, сколько подростками, молодёжью. С 10 по 20 серию идёт бурное развитие персонажей. 21—22 серии резко разворачивают историю, дальнейшие события происходят в русле «Таинственного острова» и «Пяти недель на воздушном шаре». Серии с 35 по 39 совершенно недетские, очень похожие на будущий «Евангелион» с долей «Ганбастера» и поправкой на стимпанк. По иронии судьбы, Надя долгое время сражалась за первое место в хит-парадах «любимых персонажей аниме» с Навсикаей Миядзаки.
T.H.E.M. Anime опубликовал два обзора с высокими оценками — четыре и пять звёзд из пяти. Nadia: The Secret of Blue Water стала одним из самых интересных аниме, выпущенных Gainax. Были отмечены работа Хидэаки Анно (не самая личная для него), живое приключение, заставляющее задуматься, динамика, юмор, дизайн (Жюль Верн, стимпанк и Space Battleship Yamato), индивидуальность персонажей. Самое замечательное, что банда Грандис бросает вызов стереотипу «умный, но чокнутый главарь и некомпетентные прихвостни»; они не только находят отклик у зрителей, но и становятся героями. Паровой танк и подводный корабль «Наутилус» вдохновляют. Главным недостатком является островная арка (23—34 серии), разрушившая темп, где Анно передал руководство художнику и специалисту по спецэффектам токусацу Синдзи Хигути. К сожалению, его режиссура оставляет желать лучшего: только 2 серии из 11 заслуживают просмотра, остальные потрачены впустую из-за ужасно плохого сюжета и анимации, причём персонажи действуют как карикатуры на самих себя, особенно Надя, предаваясь неуместному фарсу. Поскольку это транслировалось в течение почти трёх месяцев, трудно оправдать идеальную оценку, иногда она опускается до среднего уровня. 31 серия занимает важное место в сюжете. Анно позже вернулся, сменил Хигути и забыл, что раньше происходило. Несмотря на то, что анимация и музыка устарели, художественное исполнение остаётся ярким и красивым. Стимпанк и фантастическое приключение на самом деле выступают фоном для расцветающей любви главных героев. Так же, как Gunbuster является рождением «Евангелиона», здесь идёт психологический набросок во время механизации. Явно показан юношеский романс, как в Sword Art Online много лет спустя. Концовка одна из лучших, когда-либо представленных в аниме. Сериал получил рейтинг PG из-за насилия и сексуальных намёков. Также рекомендуются Martian Successor Nadesico, One Piece. Большой куш, Sakura Wars, «Великий детектив Холмс», «Изгнанник» и «Гуррен-Лаганн». В фильме «Евангелион 3.33: Ты (не) исправишь» личный состав организации WILLE по своим действиям, характеру и дизайну стал очевидным намёком на команду «Наутилуса». «Евангелион: 3.0+1.01: Как-то раз» начинается с боя в Париже, где разрушается Эйфелева башня, аналогично происходит и в 38 серии Nadia: The Secret of Blue Water.
«АниМаг» предложил читателям угадать название по фрагментам сюжета. В подобной игре можно допустить ошибку. Это не «Изгнанник», не «Стимбой» и не «Эскафлон». Возможно, секрет в том, что данное аниме появилось в 1990 году. Рецензент считает, что «в этом несчастье всех старых лент: их идеи нещадно заимствуются, потом первоисточник уходит в забвение, а когда его снова извлекают…, все находки оказываются давно заезженными». Поэтому сюжет «Нади» иногда будет вторичен, а герои покажутся собранием шаблонов. Настоящим украшением являются трое из команды «Гратан» — своего рода Team Rocket в «Покемоне», но гораздо толковее и обаятельнее. Гаргойл носит чёрно-белый капюшон с маской как у януэсцев из Eden's Bowy. Здесь возможны слова «всё это мы видели и слышали», но в другом контексте. Персонажи раскрываются с разных сторон. Gainax традиционно с большим вниманием исследует противоречивый внутренний мир подростков. Кроме того, автора обзора радует весьма динамичный сюжет, не уступающий известной экранизации «80 дней вокруг света» (речь идёт не о комедии с Джеки Чаном, а о мультсериале, где звучит ставшая поговоркой фраза: «Есть ли у вас план, мистер Фикс?»). «Надя» изобилует погонями, слежкой, приключениями, но там есть и история сложных взаимоотношений, и «очень жизненное изображение того, как младшие герои перерастают свои трудности, обретая новые знания и качества». Сериал местами грустный, местами смешной, с некоторой долей фансервиса. Базовая часть сюжета держится на тайнах, которые быстро становятся явными для зрителя, опережающего героев на несколько серий. В титрах заявлено, что «Надя» снята по мотивам «Двадцать тысяч льё под водой». Строго говоря, «от Жюля Верна здесь немного». Изобретённые Жаном самолёты и вертолёты напоминают конструкции XIX столетия. «Гратан» — «истинно жюльверновское сочетание неуклюжести и передовых идей». «Наутилус», кроме имени, не имеет ничего общего с произведениями французского фантаста. Жюль Верн показывал, как человек с помощью науки торжествует над природой. Здесь наука либо враждебна природе, либо далека от человека (любимая отговорка всех членов экипажа «Наутилуса» — «Человечество ещё не готово принять эти технологии»). У Верна можно было читать о ковке железа и химических реакциях, как о самых захватывающих приключениях, и «страницы романов были гимном разуму». В «Наде» этот гимн превращается в погребальную песнь. У авторов, главный из которых Хидэаки Анно, есть свои причины. Анимация не упрощена: стандартный приём с повторным использованием кадров не применяется, массовка движется, несмотря на мелкие технические погрешности, «прорисовано всё достаточно неплохо. Насыщенные акварельные краски очень хороши в пейзажах». Редакция журнала посчитала сериал очень необычным, потому что он начинается как весёлая детская приключенческая интерпретация романа Жюля Верна, а после первой трети явно проявляются отголоски «Евангелиона» и Синдзи в частности. В итоге получилась «яркая жизнерадостная история, имеющая свою тёмную сторону».
Полнометражный фильм был оценен негативно, оказавшись гораздо слабее оригинала. Первый «звонок» можно заметить в начальных титрах. В проекте не участвовал Хидэаки Анно. Далее происходит полное отрицание концовки сериала. Вышел «один сплошной минус»: сюжет не просто банальный, но и идёт вразрез с предшествующим, сценарист Каору Умэно ничего нового придумать не смог, ситуацию усугубляет исполнение (просто, стандартно, шаблонно), режиссёр Сё Аоно «ударил в грязь лицом». Если Анно удалось снять не просто приключенческую комедию, а раскрыть психологическое состояние героев (главным образом Нади), то здесь этого нет. Всё заканчивается странным и неубедительным хеппи-эндом. Полчаса занимает краткий пересказ сюжета сериала. Аоно сделал крайне неудачную подборку: из 39 серий он сумел выбрать относительно важные моменты, но подал их сумбурно, поэтому неосведомлённому зрителю основное действие ничего не скажет. Герои оказались очень скучными, в фильме нет ни запомнившегося львёнка Кинга, ни капитана Немо и его команды. Грандис и её помощники в целом не изменились, хотя стали весьма жадными до денег. Полностью исчез дух романов Жюля Верна. Главный злодей — стандартная личность. Его цель — остановить мировую войну, начатую им же и стать национальным героем. «Если в сериале Гаргойл был весьма ярким персонажем (причём Анно сделал его таковым из довольно неоригинального образа), то тут просматривается абсолютный штамп». В итоге данное аниме не рекомендуется к просмотру, поскольку зрителей «ждёт только разочарование».